# Megalomyrmex fungiraptor
Megalomyrmex fungiraptor (лат.) — вид муравьёв рода Megalomyrmex из подсемейства мирмицины (Myrmicinae, Solenopsidini). Центральная Америка: Коста-Рика, Никарагуа.

## Описание
Мелкие муравьи (около 5 мм) желтовато-оранжевого цвета, гладкие и блестящие. Ширина головы (HW) 0,81-0,87 мм, длина головы (HL) 0,84-0,94 мм, длина скапуса усика (SL) 0,79-0,87 мм.
Усики 12-члениковые с булавой из 3 сегментов. Формула нижнечелюстных и нижнегубных щупиков щупиков — 3,2. Жвалы с несколькими зубцами (обычно 6-8). Жало развито. Стебелёк между грудкой и брюшком состоит из двух члеников: петиоля и постпетиоля. Заднегрудка без проподеальных зубцов.
Гнездятся в лесной подстилке, биология не исследована, но он был найден рядом с мурвьями-грибководами Sericomyrmex aztecus.  Некоторые другие виды рода Megalomyrmex известны как специализированные социальные паразиты муравьёв-листорезов Attini. Близкий вид Megalomyrmex mondaboroides ассоциирован с грибководами рода Trachymyrmex (C. costatus Mann) и Apterostigma (A. goniodes Lattke), вид M. symmetochus ассоциирован с грибководами рода Sericomyrmex, а вид M. adamsae ассоциирован с грибководами рода Trachymyrmex. Вид был впервые описан в 2013 году американскими мирмекологами Брендоном Будино (Brendon E. Boudinot), Теодором Самнихтом (Theodore P. Sumnicht; University of Utah, Солт-Лейк-Сити, Юта, США) и Рашель Адамс (Rachelle M. M. Adams; Department of Entomology Smithsonian Institution, Вашингтон, США). Таксон включён в видовую группу Megalomyrmex silvestrii-group вместе с видами M. adamsae, M. mondabora, M. mondaboroides, M. nocarina, M. reina, M. silvestrii, M. symmetochus, M. wettereri.